# Regra 50+1
A regra 50+1 é um termo informal usado para se referir a uma cláusula nos regulamentos da Federação Alemã de Futebol. A cláusula estabelece que, para obter uma licença para competir na Bundesliga, um clube deve ser proprietário total ou majoritário de seu time de futebol da associação. Em caso de participação majoritária, o time de futebol é operado como uma empresa separada, da qual pelo menos 50% mais um voto deve pertencer ao clube matriz, enquanto o restante dos votos pertence aos investidores. A regra visa garantir que os membros do clube mantenham o controle total, detendo 50% das ações, +1 ação, protegendo os clubes da influência de investidores externos.

## Antecedentes
Antes de 1998, os clubes de futebol na Alemanha eram propriedade exclusiva de associações de membros. Isso significava que os clubes eram administrados como organizações sem fins lucrativos e a propriedade privada não era permitida em nenhuma circunstância. Isso mudou após uma decisão da Federação Alemã de Futebol (DFB) em outubro de 1998, que permitia que os clubes convertessem seus times de futebol em sociedades anônimas. No entanto, a "regra 50+1" exige que o clube matriz possua pelo menos 50% mais uma ação adicional da empresa de futebol, garantindo que os membros do clube ainda detenham a maioria dos direitos de voto e poder de veto sobre várias questões, como os preços dos ingressos.

### Exceções
Nos casos em que uma pessoa ou empresa financiou substancialmente um clube por um período contínuo de 20 anos, é possível que essa pessoa ou empresa detenha o controle acionário do clube. Essa exceção se aplica ao Bayer 04 Leverkusen (propriedade da empresa farmacêutica Bayer ) e ao VfL Wolfsburg (propriedade da fabricante de automóveis Volkswagen), porque são propriedade de suas empresas controladoras desde sua criação antes da Bundesliga. Mais recentemente, Dietmar Hopp, co-fundador da SAP, teve a permissão para obter o controle de seu antigo clube juvenil 1899 Hoffenheim.

## Críticas
A regra foi criticada em várias ocasiões. Um dos mais notórios oponentes da regra é o presidente dos Hannover 96, Martin Kind, que argumentou que a regra poderia violar a lei de concorrência da UE. Em 2009, o Hannover apresentou uma moção para mudar a regra 50+1, mas foi rejeitada por maioria esmagadora, com 32 dos 36 clubes votando contra a proposta.
A eficácia da regra também foi questionada após a ascensão do RB Leipzig. Embora seja teoricamente possível se tornar um membro votante da associação, o RB Leipzig reserva-se o direito de rejeitar qualquer pedido de adesão sem citar um motivo. Como resultado, o RB Leipzig tem apenas onze membros, sendo a maioria deles agentes da Red Bull GmbH. Os críticos também observaram que a taxa anual de associação ao clube é relativamente cara em comparação com outros clubes.

## Outros países
Na Suécia, a "regra dos 51 por cento" diz que apenas clubes sem fins lucrativos podem jogar nos sistemas da liga sueca e, se o clube possuir uma empresa que lida com atividades econômicas, deve possuir pelo menos 51% dessa empresa. Esta regra é decidida pela Confederação Sueca de Esportes e é válida para todos os esportes.